# 1972年夏季残疾人奥林匹克运动会奥地利代表团
1972年夏季残疾人奥林匹克运动会奥地利代表团是奥地利派出的1972年夏季残疾人奥林匹克运动会代表团。未获得奖牌。